# Melissa Mojica
Melissa Mojica Rosario (29 de diciembre de 1983) es una enfermera y deportista puertorriqueña que compite en judo. Ganó dos medallas en los Juegos Panamericanos en los años 2011 y 2019, y catorce medallas en el Campeonato Panamericano de Judo entre los años 2005 y 2021.

## Palmarés internacional
| Juegos Panamericanos    | Juegos Panamericanos       | Juegos Panamericanos | Juegos Panamericanos |
| Año                     | Lugar                      | Medalla              | Categoría            |
| ----------------------- | -------------------------- | -------------------- | -------------------- |
| 2011                    | Guadalajara (México)       | Medalla de plata     | +78 kg               |
| 2019                    | Lima (Perú)                | Medalla de plata     | +78 kg               |
| Campeonato Panamericano |                            |                      |                      |
| Año                     | Lugar                      | Medalla              | Categoría            |
| 2005                    | Caguas (Puerto Rico)       | Medalla de plata     | Abierta              |
| 2006                    | Buenos Aires (Argentina)   | Medalla de bronce    | +78 kg               |
| 2006                    | Buenos Aires (Argentina)   | Medalla de bronce    | Abierta              |
| 2007                    | Montreal (Canadá)          | Medalla de plata     | +78 kg               |
| 2008                    | Miami (Estados Unidos)     | Medalla de oro       | Abierta              |
| 2008                    | Miami (Estados Unidos)     | Medalla de bronce    | +78 kg               |
| 2010                    | San Salvador (El Salvador) | Medalla de bronce    | +78 kg               |
| 2010                    | San Salvador (El Salvador) | Medalla de bronce    | Abierta              |
| 2011                    | Guadalajara (México)       | Medalla de bronce    | +78 kg               |
| 2012                    | Montreal (Canadá)          | Medalla de plata     | +78 kg               |
| 2013                    | San José (Costa Rica)      | Medalla de bronce    | +78 kg               |
| 2016                    | La Habana (Cuba)           | Medalla de bronce    | +78 kg               |
| 2019                    | Lima (Perú)                | Medalla de bronce    | +78 kg               |
| 2021                    | Guadalajara (México)       | Medalla de bronce    | +78 kg               |